# نادي سامراء
نادي سامراء الرياضي نادي عراقي لكرة القدم مقره سامراء. تأسس عام 1973، يلعب في الدوري العراقي الدرجة الأولى.